# Anneli Granget
Anneli Granget (* 11. August 1935 in Königsberg, Ostpreußen; † 25. April 1971 in Nürnberg) war eine deutsche Schauspielerin.

## Biografie
Sie begann ihre Bühnen- und Filmkarriere Ende der 1950er Jahre. Acht Jahre gehörte sie fest zum „Nürnberger Ensemble“, seit 1970 auf eigenen Wunsch nur noch als Gast. Neben dem Nürnberger Schauspielhaus gab sie aber auch an zahlreichen anderen Festspielhäusern Gastspiele. So war sie auch bei den Ruhrfestspielen in Recklinghausen zu sehen. Kurz vor ihrem Tod wollte sie an das Staatstheater Hannover wechseln, um einen neuen Weg in ihrer Karriere einzuschlagen. Man erlebte sie vor allem in klassischen Rollen, aber auch im Boulevardfach kannte sie sich aus. Mit ihrer ersten Fernsehrolle als Svanhild Magnussen in der fünfteiligen Fernsehserie Am grünen Strand der Spree wurde sie auch einem breiten Publikum bekannt. In diesem Straßenfeger spielte sie ein norwegisches Mädchen, das einem zum Tode verurteilten deutschen Soldaten Ende des Zweiten Weltkriegs zur Flucht ins neutrale Schweden verhilft. Ihre Partner waren u. a. Wolfgang Büttner, Hans Pössenbacher, Utz Richter, Adolf Ziegler und Herwig Walter. In den meisten Filmen, die nun folgten, war sie die Hauptdarstellerin. Unter der Regie von Falk Harnack spielte sie zwei Jahre später mit Edith Schultze-Westrum, Alfred Schieske und Hartmut Reck in Jeder stirbt für sich allein von Hans Fallada die Rolle der Trudel Baumann. 1968 verkörperte sie in der 13-teiligen Fernsehserie Hafenkrankenhaus die Hauptrolle. Hier war sie als Schwester Inge der gute Geist des Krankenhauses, der den Menschen in jeder Situation mit Rat und Tat zur Seite stand. Zahlreiche bekannte Schauspieler der damaligen Zeit traten in Gastrollen auf, wie beispielsweise Edgar Bessen, Otto Lüthje, Hilde Sicks und Ernst Grabbe vom Hamburger Ohnsorg-Theater. In ihrer letzten Fernsehrolle sah man sie 1970 mit Werner Hinz und Cordula Trantow in Gerhart Hauptmanns Drama Vor Sonnenuntergang.
Anneli Granget war mit dem Schauspieler Hannes Riesenberger verheiratet, mit dem sie auch gemeinsam auf der Bühne stand. Sie hatten zusammen einen Sohn. Auf Grund ihrer depressiven Erkrankung nahm sie sich am 25. April 1971 im Alter von 35 Jahren, für Angehörige und Freunde völlig unerwartet, das Leben.

## Filmografie
- 1960: Am grünen Strand der Spree, 2. Teil – TV-Mehrteiler (Svanhild Magnussen) – Regie: Fritz Umgelter, mit Bum Krüger, Werner Lieven, Malte Jaeger, Günter Pfitzmann
- 1960: Eine etwas sonderbare Dame – Fernsehspiel, Regie: Klaus Wagner, mit Brigitte Horney
- 1961: Ein Augenzeuge – Fernsehfilm (Kitty Morgan) – Regie: Gustav Burmester, mit Werner Bruhns
- 1961: Unseliger Sommer – Fernsehspiel (Peggy) – Regie: Gustav Burmester, mit Ullrich Haupt
- 1962: Anfrage – Fernsehspiel (Sekretärin) – Regie: Egon Monk, mit Hartmut Reck, Carl Lange
- 1962: Nachruf auf Jürgen Trahnke – Fernsehspiel (Bärbel) – Regie: Rolf Hädrich, mit Ernst Jacobi, Paul Edwin Roth
- 1962: Jeder stirbt für sich allein – Fernsehspiel (Trudel Baumann) – Regie: Falk Harnack
- 1963: Der Schatten – Fernsehspiel – Regie: Werner Düggelin, mit Robert Graf
- 1964: Die Gerechten – Fernsehspiel (Dora Dulkebow), mit Christoph Bantzer, Hans Helmut Dickow
- 1964: Zeitvertreib – Fernsehspiel – Regie: Rainer Wolffhardt
- 1965: Briefe der Liebe: Goethe und Bettina – Fernsehspiel – Regie: Rüdiger Graf
- 1965: Ankunft bei Nacht (Verwehte Spuren) – Fernsehspiel (Igna Vargas) – Regie: Karl Peter Biltz
- 1966: Im Jahre Neun – Fernsehspiel – Regie: Oswald Döpke, mit Gerd Baltus, Detlof Krüger, Hans Söhnker
- 1967: Liebesgeschichten – Fernsehserie, Folge: Das Schiff nach Valparaiso – Regie: Dieter Reible, mit Udo Vioff
- 1968: Hafenkrankenhaus – Fernsehserie (Schwester Inge) – Regie: Erich Neureuther, mit Rolf Schimpf
- 1969: Der Punkt »M« – Fernsehspiel – Regie: Oswald Döpke, mit Paul Dahlke, Rolf Becker
- 1970: Vor Sonnenuntergang – Fernsehspiel (Ottilie Klamroth) – Regie: Oswald Döpke, mit Werner Hinz, Cordula Trantow, Doris Schade, Konrad Georg

## Hörspiele
- 1958: Das Opfer von Treblinka – Die Geschichte des Kostek Wittkowsky (Regina Reich, Tochter) – Regie: Willy Grüb, mit Erik Schumann, P. Walter Jacob, Käthe Lindenberg, Sigurd Fitzek
- 1958: Die ungleichen Brüder (Pamphila) – Regie: Walter Knaus, mit Ernst Walter Mitulski, Gert Geiger, Lina Carstens
- 1960: Geh nicht nach El Kuwehd (von Günter Eich) (Schirin) – Regie: Oskar Wälterlin, mit Herbert Fleischmann, Horst Sachtleben, Hermann Ullmer
- 1960: Um Mitternacht (Alice) – Regie: Gert Westphal, mit Heinz Schimmelpfennig, Arnold Marquis, Otto Bolesch
- 1961: Gottes liebe Kinder (Manon, ein Hirtenmädchen) – Regie: Wolfgang Spier, mit Eduard Wandrey, Ernst Sattler, Rolf Henniger
- 1961: Die beiden Tabakspfeifen (Die Motte) (Mayrysia) – Regie: Gustav Burmester, mit Walter Richter, Angelika Hurwicz, Max Eckard
- 1966: Die ganze Wahrheit und nichts als die Wahrheit (Sheila Larkin) – Regie: Heinz-Günter Stamm, mit  Richard Münch, Wolfgang Büttner, Erik Schumann
- 1968: Anna und Wassilij (Anna) – Regie: Gustav Burmester, mit Wolfgang Wahl, Ludwig Anschütz, Hans Timerding